# Ernst Zeuner
Ernst Zeuner (1895 — 1967) foi um pintor, desenhista e ilustrador alemão, radicado no Brasil.
Zeuner estudou na Academia de Artes Gráficas de Leipzig e mudou-se para o Brasil em 1922, mais especificamente, para Porto Alegre, onde realizou um trabalho de orientação e formação de muitos artistas gráficos gaúchos. Notabilizou-se pela contribuição dada à editora da Livraria do Globo, onde dirigiu a Seção de Desenho e atuou como ilustrador de catálogos, cartazes, revistas, livros e outras publicações, criando cenas, vinhetas e ornamentos. Paula Ramos refere que a Seção funcionava como uma "escola de artes", onde os iniciantes recebiam uma ampla e detalhada instrução: "Ali eles aprendiam a desenhar, compor páginas, finalizar capas, fazer gravuras e litografias, utilizar convenientemente os meios de reprodução de imagem a fim de alcançar os melhores resultados". Segundo Carla Fontana, "diversos pesquisadores gaúchos atribuem à Livraria o status de centro formador de artistas, contrapondo essa formação à que então era oferecida no Instituto de Artes de Porto Alegre". Sob sua direção trabalharam artistas renomados como Edgar Koetz, Nelson Boeira Faedrich, João Fahrion e Sotero Cosme. Leonardo Gomes elogiou sua inventividade e precisão especialmente na criação de novas fontes gráficas, e disse: 
"Zeuner não se restringiu aos catálogos tipográficos adotados pelas oficinas da Globo: estimulou seu pessoal a diversificar, pelo desenho, o traçado das fontes padrão. Contudo, exigiu da equipe conhecimento acurado dos estilos tradicionais. Para tanto, pedia aos desenhistas que traçassem os padrões conhecidos a título de exercício, para que se conscientizassem das características estruturais e da aparência expressiva dos tipos. Na composição dos textos, chamava a atenção de seus aprendizes para espaçamentos entre as letras e entre as linhas de composição, mostrando que o ritmo, a seu ver, era mais visual que métrico. Para a complementação desse aprendizado, Zeuner pedia à sua equipe que copiasse em cadernos de caligrafia os alfabetos-padrão e incluíssem variações com desenhos de gosto pessoal".
Ilustrou várias capas de livros de Erico Veríssimo, e segundo Golin & Moraes, o artista "deixou uma série memorável de ilustrações realizadas para a Revista do Ensino. Numa época de poucos recursos pedagógicos, as cenas eram protótipos para exercícios de textos descritivos. Em têmpera, Zeuner documentou, didaticamente, o cotidiano do seu país e o período em que a televisão apropriava-se, aos poucos, da sala e da atenção da classe média brasileira".